# Hermann Reinecke

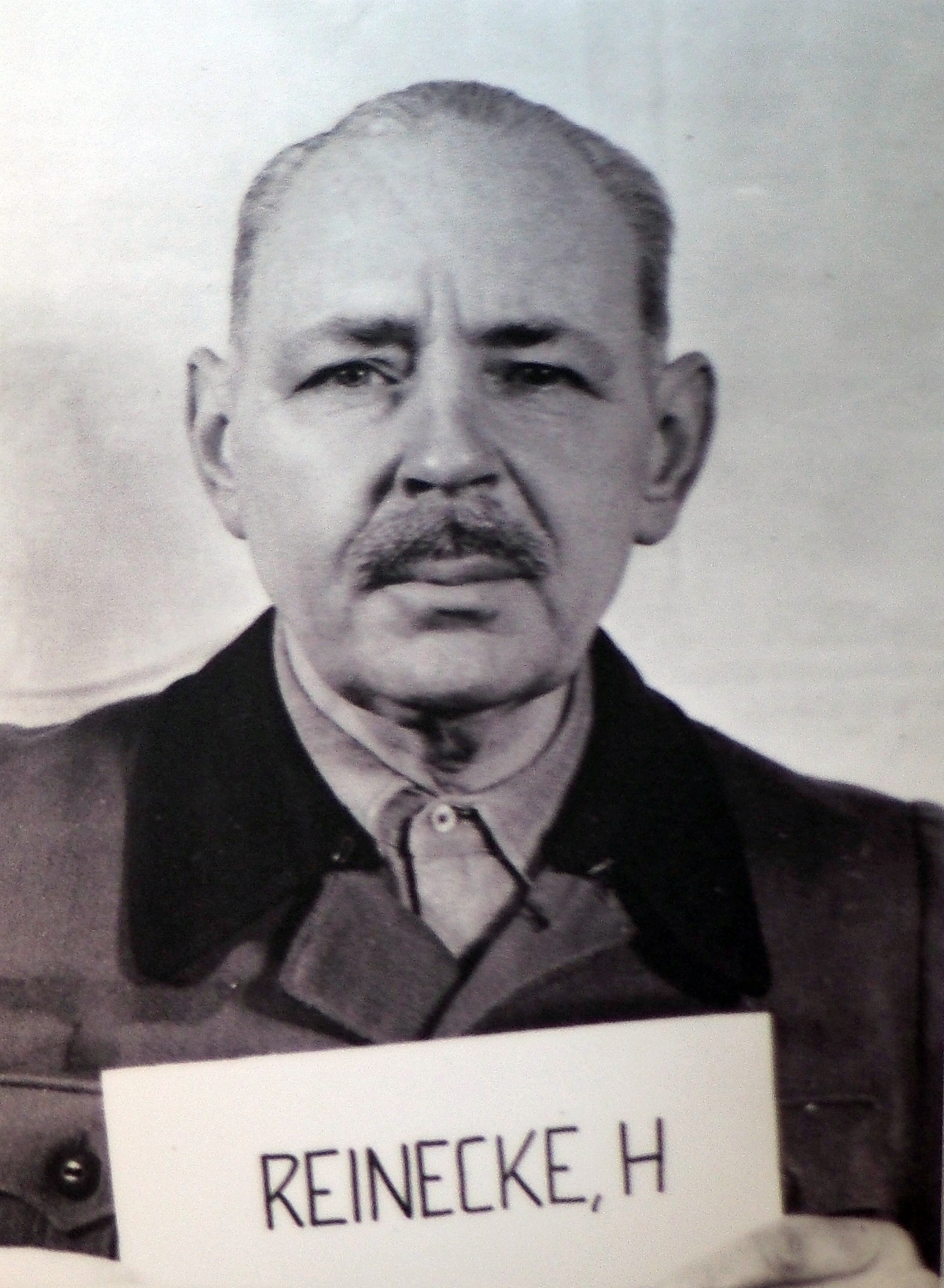
Hermann Reinecke im OKW-Prozess

Hermann Reinecke (* 14. Februar 1888 in Wittenberg; † 10. Oktober 1973 in Hamburg) war ein deutscher General der Infanterie der Wehrmacht. Er war ab 1942 Chef des Allgemeinen Wehrmachtamtes im OKW, ab 1943 zugleich Chef des NS-Führungsstabes des OKW. Von 1939 bis 1945 war er unter Wilhelm Keitel verantwortlich für das Kriegsgefangenenwesen. Im Prozess Oberkommando der Wehrmacht wurde er 1948 wegen Kriegsverbrechen und Verbrechen gegen die Menschlichkeit neben Walter Warlimont als einziger Angeklagter zu lebenslanger Haft verurteilt. 1954 wurde er begnadigt und vorzeitig aus dem Kriegsverbrechergefängnis Landsberg entlassen.

## Militärlaufbahn
Reinecke, Sohn eines Oberstleutnants, trat nach Erziehung in der Preußischen Hauptkadettenanstalt 1905 in die Preußische Armee ein. Im Infanterie-Regiment „von Voigts-Rhetz“ (3. Hannoversches) Nr. 79 wurde er am 18. August 1906 zum Leutnant befördert. Zu Beginn des Ersten Weltkriegs war er Oberleutnant und Regimentsadjutant. Nach einer Verwundung 1915 wurde er zeitweilig im preußischen Kriegsministerium eingesetzt und im März 1916 zum Hauptmann befördert. Als solcher führte er auch ein Bataillon und wurde neben dem Eisernen Kreuz II. und I. Klasse auch mit dem Ritterkreuz des Königlichen Hausordens von Hohenzollern mit Schwertern ausgezeichnet. Im Kriegsministerium erlebte er das Ende des Krieges.
In die Reichswehr übernommen, tat er unter anderem im Heeres-Verwaltungsamt (VA) des Reichswehrministeriums (RWM) und als Chef der 3. Kompanie im 2. (Preußischen) Infanterie-Regiment Dienst. Im Alter von 41 Jahren wurde er am 1. Februar 1929 zum Major befördert.
Die „Machtergreifung“ der Nationalsozialisten 1933, verbunden mit deren Plänen zur Aufrüstung der Wehrmacht, führte bei Reinecke, wie bei fast dem gesamten Offizierskorps, zu einer deutlichen Beschleunigung der Karriere. Im Juni 1933 zum Oberstleutnant befördert, wurde er Anfang 1934 Leiter der „Abteilung für Heeresfachschulen und Versorgungswesen“, einer der beiden Abteilungen des Wehramts im Reichswehrministerium.
1935 wechselte er in das von Walter von Reichenau geleitete Wehrmachtamt und wurde im Juni dieses Jahres zum Oberst befördert. Er war hier ab 1937 zuständig für die Organisation der sogenannten „nationalpolitischen Lehrgänge“, die Wehrmachtoffiziere mit der NS-Ideologie indoktrinieren sollten (siehe unten).
Nach der Blomberg-Fritsch-Krise Anfang 1938 und der Bildung des Oberkommandos der Wehrmacht aus dem Wehrmachtamt übernahm er im Juni 1938 als Nachfolger von Wilhelm Canaris die hierin bestehende „Amtsgruppe Allgemeine Wehrmachtangelegenheiten“, aus der im Oktober 1939 das „Allgemeine Wehrmachtamt“ (OKW/AWA) hervorging, dessen Chef er bis Kriegsende blieb.
Seit Kriegsbeginn umfasste Reineckes Verantwortungsbereich auch das Kriegsgefangenenwesen der Wehrmacht, für das eine eigene Dienststelle entstand. Dieses war durch hohe Todeszahlen, besonders ab 1941 unter sowjetischen Kriegsgefangenen, gekennzeichnet. Im späteren Prozess gegen Reinecke spielte seine Verwicklung in diese Verbrechen eine besondere Rolle.
Am 1. Januar 1944 wurde Hermann Reinecke zum Chef des NS-Führungsstabes der Wehrmacht ernannt und setzte in dieser Rolle ideologische Parteiinteressen innerhalb der Wehrmacht um.

## Dienst am Nationalsozialismus
„Schon im Juli 1934 galt Hermann Reinecke als zuverlässiger Nationalsozialist“, schreibt der Historiker Christian Streit. Reinecke wurde, einem Vorschlag von Reichswehrminister Blomberg folgend, bereits in dieser Frühphase des Dritten Reichs ehrenamtlicher Richter am neugeschaffenen „Volksgerichtshof“. Die zitierte These stützt Streit auf die Tatsache, dass mehrere vorgeschlagene Personen (z. B. die von Göring vorgeschlagenen Geschwaderkommodore Felmy und Stumpff) für diesen Posten vom Stellvertreter des Führers, Rudolf Heß, abgelehnt wurden, weil sie bisher als „Nationalsozialisten nicht bekannt“ seien. Bei Reinecke habe es solche Bedenken offenbar nicht gegeben.
Ab 1937 organisierte Reinecke die „Nationalpolitischen Lehrgänge“, in denen hohe Funktionäre der NSDAP Wehrmachtoffiziere nationalsozialistisch zu orientieren hatten. In einem von Reinecke 1938 gedruckt verbreiteten Vortrag heißt es, dass die Offiziere der Wehrmacht durch den Fahneneid, der auf die Person Hitler und nicht zur Landesverteidigung geleistet werden musste, „nicht nur an die Person [Hitler], sondern ebenso verpflichtend an [...] die nationalsozialistische Weltanschauung“ gebunden seien. Reinecke forderte in diesem Zusammenhang ein „vorbehaltloses inneres ‚Ja‘ zu allen [!] Forderungen und Lehren des Nationalsozialismus“.
Dieser Aufruf zur Ideologisierung der Wehrmacht verband sich mit einer Forderung an die gesamte Gesellschaft: Die Erziehung müsse auf „die Ziele des Führers, Volkstum – Lebensraum“ abzielen, indem die Erziehung nicht nur „ausgebildete Kämpfer“, sondern auch „politische Glaubensträger“ produziere. An der eigenen politischen Orientierung am Nationalsozialismus ließ dies keine Zweifel. Hermann Reineckes vergleichsweise später Eintritt in die NSDAP war eine Formalität. Er war bereits am 30. Januar 1943 mit der Ehrenmitgliedschaft und dem Goldenen Parteiabzeichen der NSDAP ausgezeichnet worden, am 22. August 1943 beantragte er regulär die Aufnahme in die Partei und wurde rückwirkend zum 1. Januar desselben Jahres aufgenommen (Mitgliedsnummer 9.624.403).
Am 26. März 1941 war Reinecke als Ehrenteilnehmer bei der Gründung von Rosenbergs „Institut zur Erforschung der Judenfrage“ (der sogenannten „Hohen Schule der NSDAP“) in Frankfurt am Main anwesend.
Als Vorgesetzter des Leiters der Abteilung Kriegsgefangene instruierte er im März 1941 in Berlin die Kommandeure der Kriegsgefangenenlager in den Wehrkreisen im Hinblick auf den bevorstehenden Russlandfeldzug. Reinecke erteilte Mitte 1941 einen Befehl zur Einrichtung neuer Lager im Reich, in denen ohne Beachtung der Haager Landkriegsordnung sowjetische Kriegsgefangene „scharf zu behandeln“ und, wenn nicht anders möglich, unter freiem Himmel unterzubringen seien. Auf Flüchtlinge sei —entgegen der Vorschrift— zu schießen. An einer Tagung des AWA-Chefs am 4. September 1941 in Warschau wurden die Grundsätze für die schlechte Behandlung und Versorgung von sowjetischen Kriegsgefangenen verkündet.
In einem Befehl Reineckes vom 8. September 1941 heißt es, die sowjetischen Gefangenen hätten „jeden Anspruch auf Behandlung als ehrenhafter Soldat [...] verloren“. Eine Meldung an die Einsatzgruppen stellte dazu fest, dies erleichtere die „Lösung der Judenfrage“. Hermann Reinecke gab alle relevanten Befehle an die Parteikanzlei weiter, die sie bis auf Kreisleiterebene verbreitete. So konnte die Partei die Ausführung und die Ausführenden innerhalb der Wehrmacht streng überwachen.
Am 22. November 1941 wurde der Befehl vom 8. September erweitert:

„[...] wieder ergriffene sowjetische Gefangene sind grundsätzlich zur Liquidierung der nächstgelegenen Dienststelle der Gestapo zu übergeben! [...] Der Waffengebrauch gegenüber sowjetischen Kriegsgefangenen gilt in der Regel als rechtmäßig.“

Am 17. Juli 1941 erließ Heydrich den Einsatzbefehl Nr. 8 im Einvernehmen mit Hermann Reinecke, dem Chef des Allgemeinen Wehrmachtsamtes, und dem Chef der Kriegsgefangenenlager der Wehrmacht Oberst Breyer zur Umsetzung des Kommissarbefehls. Am 21. Juli folgte der Einsatzbefehl Nr. 9, der das Reichsgebiet einbezog. In jedem Kriegsgefangenenlager und Durchgangslager sollten die „in politisch, krimineller oder sonstiger Hinsicht untragbare[n] Elemente“ durch ein Kommando von SS- und SD-Mitarbeitern herausgefiltert werden. Ausfindig gemacht werden sollten Funktionäre der Komintern, maßgebende Parteifunktionäre, Volkskommissare, alle ehemaligen Polit-Kommissare der Roten Armee, Intelligenzler, Juden und fanatische Kommunisten sowie „unheilbar Kranke“. Diese sollten vorübergehend in einem abgetrennten Block untergebracht und später zur Exekution abtransportiert werden.

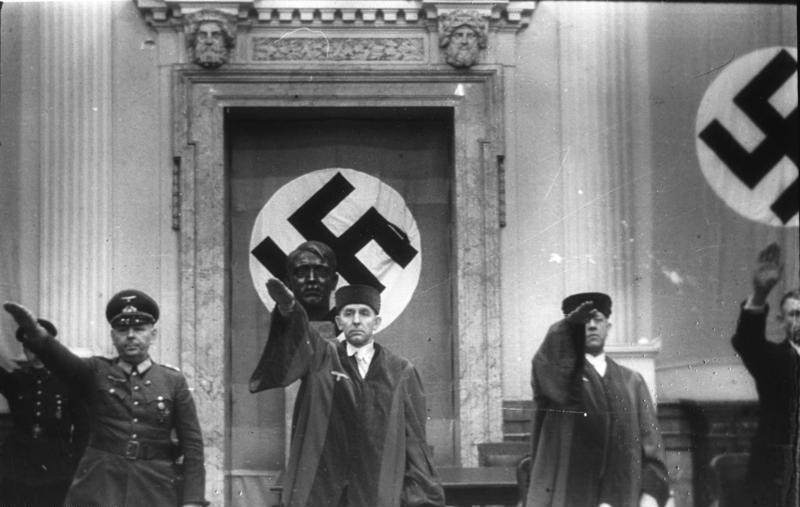
Hermann Reinecke (links) als Beisitzer beim Prozess gegen den Kreisauer Kreis im Volksgerichtshof, 1944

Im Oktober 1943 nahm Reinecke an der ersten Tagung mit 180 Generälen in der Ordensburg Sonthofen mit anderen führenden Nationalsozialisten teil. Er wurde Hitler am 22. Dezember 1943 als Chef des Nationalsozialistischen Führungsstabes im OKW direkt unterstellt. Dieser NS-Führungsstab sollte die ideologische Ausrichtung der Wehrmachtführung im nationalsozialistischen Sinne beeinflussen. Am 7. Januar 1944 trug Reinecke Hitler sein Konzept für den Nationalsozialistischen Führungsoffizier (NSFO) vor: Der Krieg könne mit 51 % Sicherheit durch die weltanschauliche Einstellung und Ausrichtung aller Offiziere gewonnen werden. Da sich eine mögliche Niederlage abzeichnete, war die ideologische Festigung der Wehrmacht ein drängendes Ziel der NSDAP. Daraufhin organisierte er laufend und – wie Keitel am 31. März 1944 attestierte – „mit Begeisterung“ NSFO-Lehrgänge und Generalstagungen, auf denen Hitler sowie die führenden Nationalsozialisten Himmler, Goebbels, Bormann und andere sprachen. Am 8. März 1944 wurde der erste Lehrgang in der NS-Ordensburg Krössinsee eröffnet. Die Aufgabe der NSFO sei es, „den Soldaten zum fanatischen Glaubensträger zu machen“. Am 2. September 1944 protestierte Wilhelm Burgdorf, der Chef des Heerespersonalamtes, weil sich Reineckes System immer mehr dem der Politoffiziere der Sowjets angleiche.
Reinecke radikalisierte die ideologische Indoktrination der Wehrmacht durch die NSDAP, die sich durch das gescheiterte Attentat vom 20. Juli 1944 noch verschärfte: Hermann Reinecke bekam gegen 21:15 Uhr von Hitler über Goebbels den Befehl, das Kommando über die Truppen des Stadtkommandanten und des Wachbataillons in Berlin zu übernehmen und gegen die in der Bendlerstraße befindlichen „Verschwörer“ vorzugehen. General Paul von Hase wurde von Reinecke entsprechend orientiert und nach 21:30 Uhr zu Goebbels in dessen Dienstwohnung geschickt, wo er zunächst festgehalten und am folgenden Morgen dann verhaftet wurde.
An Roland Freislers Seite war Reinecke in den Prozessen gegen die wichtigsten „Verschwörer“ (Wilhelm Leuschner, Friedrich Goerdeler, Ulrich von Hassell, Johannes Popitz, die Generäle Erwin von Witzleben, Erich Hoepner, Paul von Hase und Hellmuth Stieff) an insgesamt 112 Verfahren beteiligt, bei denen gegen 185 Angeklagte 50 Todesurteile verhängt wurden. Am 25. Oktober 1944 meldete Freisler dem Reichsjustizminister Otto Georg Thierack, dass Reinecke die weitere Teilnahme beim Volksgerichtshof „ganz unmöglich sei“, insbesondere gegen seinen früheren Vorgesetzten, den Generaloberst Friedrich Fromm. Im Sommer 1945 wurde Reinecke zusammen mit anderen hohen Wehrmachtsoffizieren und Funktionären der NSDAP im Kriegsgefangenenlager Nr. 32 (Camp Ashcan) im luxemburgischen Bad Mondorf interniert.

## Anklage und Verurteilung
- Insbesondere wegen Kriegsverbrechen und Verbrechen gegen die Menschlichkeit, Schwerpunkt war hierbei der Kommissarbefehl von 1941 mit der daraus resultierenden Ermordung der politischen Kommissare der Roten Armee
- Verantwortung für die Verletzung des Völkerrechts durch die Misshandlung und Ermordung insbesondere sowjetischer Soldaten, von denen etwa 3 Millionen in deutscher Gefangenschaft umkamen, zumal er die meisten Entscheidungen im Kriegsgefangenenwesen an sich gezogen hatte.

Vor dem Nürnberger Kriegsverbrechertribunal wurde Reinecke, im Prozess gegen die OKW-Führung (Fall 12) vom 30. Dezember 1947 bis 28. Oktober 1948, wegen Kriegsverbrechen und Verbrechen gegen die Menschlichkeit am 27. Oktober 1948 zu lebenslanger Haft verurteilt. Sein Verteidiger war Hans Surholt. Das Gericht erkannte ihn für schuldig, verbrecherische Befehle zur Behandlung von Kriegsgefangenen formuliert und eingeführt zu haben. Er sei verantwortlich oder mitverantwortlich für die Aussonderung und Exekution von Kriegsgefangenen durch den SD und die Sicherheitspolizei und die Exekution von Kommissaren im Generalgouvernement, die illegale Exekution von Kriegsgefangenen, die fliehen wollten oder Geschlechtsverkehr mit deutschen Frauen hatten, die Misshandlung und den Missbrauch von Kriegsgefangenen in Zwangsarbeitslagern sowie seine Teilnahme am Raubprogramm des Dritten Reiches.
Reinecke gehörte zu der Gruppe von verurteilten Kriegsverbrechern, über deren Begnadigung der amerikanische Hohe Kommissar John J. McCloy Anfang 1951 vor dem Hintergrund des Kalten Krieges und der Westintegration der Bundesrepublik Deutschland entschied. McCloys juristischer Berater Robert Bowie stellte zu Reinecke fest, er sei „direkt an den Vorgängen beteiligt [gewesen], die die Ermordung ganzer Kommandos, von Kommissaren und von gefangengenommenen alliierten Piloten ebenso umfasste wie die brutale Mißhandlung von Kriegsgefangenen“. Bowie verwies auf den Rang Reineckes als General der Infanterie und lehnte die zuvor vom Peck-Ausschuss empfohlene Begnadigung Reineckes ab. McCloy folgte der Empfehlung Bowies und behielt im Fall Reineckes die lebenslange Haft bei. Reinecke wurde im Oktober 1954 als letzter der Angeklagten des OKW-Prozesses aus dem Kriegsverbrechergefängnis Landsberg entlassen.

## Privates
- Hermann Reinecke war evangelisch, verheiratet mit Gertrud Reinecke, geborene Silvester, und Vater des 1926 geborenen Musikwissenschaftlers Hans-Peter Reinecke.[15]